# Segunda División 1987/88
Die Segunda División 1987/88 war die 57. Spielzeit der zweithöchsten spanischen Fußballliga. Sie begann am 30. August 1987 und endete am 22. Mai 1988. Zwischen dem 29. Mai und 5. Juni 1988 wurden die Play-off-Spiele ausgetragen. Meister wurde CD Málaga.

## Vor der Saison
Die 20 Mannschaften trafen an 38 Spieltagen jeweils zweimal aufeinander. Die zwei besten Mannschaften stiegen direkt in die Primera División auf. Der Dritt- und Viertplatzierte spielte gegen den 17. bzw. 18. der Primera División um den Aufstieg. Reservemannschaften waren nicht aufstiegsberechtigt. Die letzten vier Vereine stiegen ab.
Als Absteiger aus der Primera División nahmen Racing Santander teil. Aus der Segunda División B kamen CD Teneriffa UE Lleida, FC Granada und Real Burgos.

## Abschlusstabelle
| Pl. | Verein               | Sp. | S  | U  | N  | Tore    | Diff. | Punkte |
| --- | -------------------- | --- | -- | -- | -- | ------- | ----- | ------ |
| 1.  | CD Málaga            | 38  | 22 | 10 | 6  | 074:390 | +35   | 54:22  |
| 2.  | FC Elche             | 38  | 21 | 8  | 9  | 062:340 | +28   | 50:26  |
| 3.  | Castilla CF 1        | 38  | 18 | 12 | 8  | 058:420 | +16   | 48:28  |
| 4.  | Real Oviedo          | 38  | 19 | 7  | 12 | 058:370 | +21   | 45:31  |
| 5.  | Rayo Vallecano       | 38  | 18 | 9  | 11 | 058:470 | +11   | 45:31  |
| 6.  | UE Lleida (N)        | 38  | 15 | 12 | 11 | 053:370 | +16   | 42:34  |
| 7.  | UE Figueres          | 38  | 14 | 14 | 10 | 044:360 | +8    | 42:34  |
| 8.  | Barcelona Atlètic    | 38  | 14 | 13 | 11 | 052:470 | +5    | 41:35  |
| 9.  | Deportivo Xerez      | 38  | 17 | 7  | 14 | 049:370 | +12   | 41:35  |
| 10. | Sestao SC            | 38  | 15 | 7  | 16 | 042:450 | −3    | 37:39  |
| 11. | CD Castellón         | 38  | 12 | 13 | 13 | 034:450 | −11   | 37:39  |
| 12. | CD Teneriffa (N)     | 38  | 13 | 10 | 15 | 048:570 | −9    | 36:40  |
| 13. | Real Burgos (N)      | 38  | 11 | 12 | 15 | 034:500 | −16   | 34:42  |
| 14. | Racing Santander (A) | 38  | 11 | 11 | 16 | 035:470 | −12   | 33:43  |
| 15. | Recreativo Huelva    | 38  | 12 | 9  | 17 | 055:710 | −16   | 33:43  |
| 16. | Deportivo La Coruña  | 38  | 8  | 15 | 15 | 035:470 | −12   | 31:45  |
| 17. | Bilbao Athletic      | 38  | 11 | 9  | 18 | 044:530 | −9    | 31:45  |
| 18. | Hércules Alicante    | 38  | 10 | 9  | 19 | 046:560 | −10   | 29:47  |
| 19. | FC Granada (N)       | 38  | 8  | 11 | 19 | 036:460 | −10   | 27:49  |
| 20. | Cartagena FC         | 38  | 8  | 8  | 22 | 035:790 | −44   | 24:52  |

Platzierungskriterien: 1. Punkte – 2. Direkter Vergleich (Punkte, Tordifferenz, geschossene Tore) – 3. Tordifferenz – 4. geschossene Tore

| (A) | Absteiger der Saison 1986/87         |
| (N) | Neuaufsteiger der Segunda División B |

## Play-offs
| Datum                    |             | Gesamt |                | Hinspiel | Rückspiel |
| ------------------------ | ----------- | ------ | -------------- | -------- | --------- |
| 29. Mai und 4. Juni 1988 | Real Oviedo | 2:1    | RCD Mallorca   | 2:1      | 0:0       |
| 29. Mai und 5. Juni 1988 | Real Murcia | 4:1    | Rayo Vallecano | 3:0      | 1:1       |

Real Oviedo stieg auf

## Nach der Saison
Aufsteiger in die Primera División
- 01. – CD Málaga
- 02. – FC Elche
- 04. – Real Oviedo

 Absteiger in die Segunda División B
- 17. – Bilbao Athletic
- 18. – Hércules Alicante
- 19. – FC Granada
- 20. – Cartagena FC

 Absteiger aus der Primera División
- RCD Mallorca
- CE Sabadell
- UD Las Palmas

 Aufsteiger in die Segunda División
- UD Alzira
- SD Eibar
- CFJ Mollerussa
- UD Salamanca